# Dan Campbell

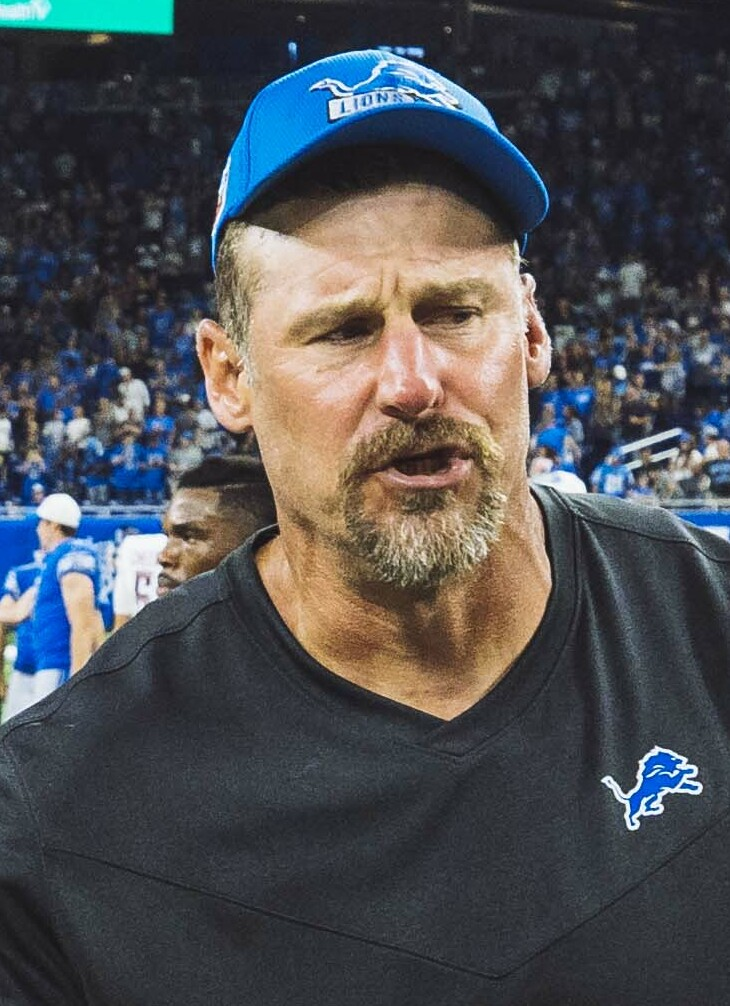
Campbell em 2022.

Daniel Allen Campbell (Clifton, 13 de abril de 1976) é um treinador e ex jogador de futebol americano. Ele foi tight end e depois técnico do Detroit Lions da National Football League (NFL). Campbell também serviu como treinador assistente de diferentes posições no Miami Dolphins de 2010 a 2015 e no New Orleans Saints de 2016 a 2020. Campbell jogou futebol americano universitário na Texas A&M. Ele foi draftado pelo New York Giants em 1999 e subsequentemente jogou pelo Dallas Cowboys, Detroit Lions e New Orleans Saints, até se aposentar em 2009. Campbell chegou a ser treinador interino do Miami Dolphins em 2015 e assistente nos Saints em 2016. Como jogador, Campbell fez parte do time que jogou o Super Bowl XXXV com os Giants em 2000, mas seu time perdeu.
Em 2021, ele foi nomeado o treinador principal dos Lions. Em 2023, Campbell levou o time de Detroit ao seu primeiro título de divisão desde 1993, sua primeira vitória no playoff desde 1991 e sua segunda aparição no NFC Championship Game. Muitos analistas elogiaram o trabalho de Campbell, por ter revitalizado o time e mudado a cultura da organização.

## Estatísticas
- Temporada regular: 44–35–1 (55,6%)
- Pós-temporada: 2–1 (66,7%)
- Total (carreira): 46–36–1 (56%)